# Gonomyia (Teuchogonomyia) edwardsi
Gonomyia (Teuchogonomyia) edwardsi is een tweevleugelige uit de familie steltmuggen (Limoniidae). De soort komt voor in het Palearctisch gebied.